# DualShock
DualShock (зарегистрирован как DUALSHOCK, а иногда называется Dual Shock) — серия игровых контроллеров-геймпадов, выпускаемых японской компанией Sony Interactive Entertainment для её серии игровых приставок PlayStation. Контроллеры DualShock представляют собой удерживаемые двумя руками пульты с кнопками и симметрично расположенными аналоговыми стиками под большие пальцы рук и функцией вибрации как средства обратной связи. Первый геймпад DualShock впервые был представлен в Японии в конце 1997 года, в США — в мае 1998 года; его продажи повсюду были весьма успешными. Впервые представленный в качестве вторичной периферии для PlayStation, со временем он вытеснил как оригинальный цифровой контроллер, так и аналоговый Sony Dual Analog Controller и в дальнейшем уже поставлялся в комплекте с приставкой.

## История
Семейство контроллеров компании Sony начало развитие в 1994 году с выходом игровой приставки PlayStation. Первоначально в комплекте шёл контроллер без названия, не имевший аналоговых стиков. Они появились во втором поколении — у модели Dual Analog, предшественницы DualShock. В 1998 году вышел DualShock, пришедший на замену Dual Analog, и получивший новые стики и вибрацию. В марте 2000, вместе с запуском PlayStation 2, был представлен DualShock 2, который стал распространяться в комплекте с приставкой. На релизе вместе с PlayStation 3 поставлялся беспроводной контроллер Sixaxis, преемник контроллера DualShock 2, однако позже в комплекте с PlayStation 3 начал поставляться анонсированный на Tokyo Game Show (2007) контроллер DualShock 3. В 2013 с выходом PlayStation 4 миру был представлен DualShock 4, кардинально отличавшийся от своих предшественников. В 2016 году была выпущена вторая ревизия DualShock 4, имевшая маленькие конструкционные и косметические доработки. Летом 2020 года Sony на своей онлайн-презентации представила контроллер DualSense для Playstation 5, преемника Dualshock 4, отражающего новое видение контроллеров от Sony.

## Вибрация
DualShock получил своё название благодаря двум вибромоторам, встроенным в него. Они управлялись программным обеспечением приставки и обеспечивали лучшее взаимодействие с игрой.
В моментах, определяемых разработчиками каждой игры, вибромоторы запускались с различной мощностью и длительностью, позволяя «почувствовать» происходящие на экране события. Так, в гоночных играх удар машины о бортик трассы сопровождался кратковременным «сотрясанием» контроллера, создавая иллюзию того, что в руках у игрока — штурвал гоночного болида. В 3D-шутерах стрельба из оружия сопровождалась «подрагиванием» контроллера, который также создавал дезориентацию игрока при ранении управляемого героя. А, например, в играх серии Crash Bandicoot вибрация применялась при столкновениях с противниками, особо твердыми предметами, при прыжках и атакующих движениях.
Вибрация применялась и в более нестандартных случаях — к примеру, в хоррор-играх серии Silent Hill она передавала пульс главного героя. В сценах, где герой испытывал страх или напряжение, пульс учащался, позволяя игроку острее почувствовать эмоциональную сторону игры.

## Награда «Эмми»
8 января 2007 года за игровой контроллер DualShock компания Sony получила премию «Эмми» «за разработку периферии и влияние, оказанное на технологию игровых контроллеров».

## Значение пиктограмм на кнопках
В конце августа 2010 года дизайнер для консолей PlayStation Тэйю Гото (англ. Teiyu Goto) рассказал о том, что значат пиктограммы на кнопках контроллеров для консолей Sony. В то время, как другие компании назначали на кнопки различные буквы алфавита или цвета, дизайнеры Sony для PlayStation хотели предоставить игрокам что-то более простое для запоминания:
- треугольник — символизирует точку зрения или направление;
- квадрат — символизирует лист бумаги или меню;
- круг — символизирует положительный ответ на вопрос (Япония);
- крест — символизирует отрицательный ответ на вопрос (Япония).

Следует заметить, что на всех территориях, кроме Японии, кнопка с пиктограммой креста используется для обозначения положительного ответа на вопрос, а с пиктограммой круга — для отрицательного.

## DualShock 3
DualShock 3 — был анонсирован в 2007 году на Tokyo Game Show. DualShock 3 (SCPH-98050 / CECHZC2) представляет собой геймпад для PlayStation 3. DualShock 3 заменяет беспроводной контроллер Sixaxis, который был выпущен с первыми версиями PlayStation 3. DualShock 3 почти идентичен предыдущей версии Sixaxis, но добавляет тактильную обратную связь, также известную как Force Feedback. Sony урегулировала иск о нарушении патентных прав с Immersion в марте 2007 года после продолжительного судебного разбирательства. Как и Sixaxis, DualShock 3 имеет порт USB mini-B для зарядки, а также может использоваться на PSP Go через Bluetooth-соединение, но контроллер и PSP Go должны быть зарегистрированы с помощью консоли PlayStation 3.
DualShock 3 можно идентифицировать по маркировке «DualShock 3» и «Sixaxis». Он весит 192 грамма, что на 40 % больше, чем его предшественник. Sixaxis весил всего 137,1 грамма.

### Модели DualShock 3
Все модели контроллера подходят для всех моделей игровой приставки PlayStation 3, но не поддерживаются в PlayStation 4.
Контроллер DualShock 3 обязательно продаётся в комплекте с игровой приставкой PlayStation 3, а также продаётся отдельно и в комплектах с играми.
Модели DualShock 3 для потребителя, кроме различия в назначении кнопок с пиктограммами круга и креста, отличаются друг от друга цветом и регионом продаж. Отличие контроллера по регионам продаж состоит в использовании для разных регионов продаж инструкций к контроллеру и текста на упаковке контроллера на языках, характерных для данного региона продаж. Гарантийное обслуживание контроллера осуществляется на территории региона продаж данной модели контроллера.
Обозначение моделей контроллера состоит из 8—11 символов. Первые семь символов обозначения модели контроллера одинаковы для всех моделей контроллера DualShock 3 — СECHZC2, из которых первые четыре полностью совпадают с первыми четырьмя символами в обозначении моделей PS3 — CECH, пятый и шестой символы указывают на то, что устройство является беспроводным контроллером — ZC, седьмой символ (цифра 2) указывает на то, что это контроллер DualShock 3 (для контроллера SIXAXIS использовалась цифра 1). Восьмой символ обозначает регион продаж. Расшифровка регионов продаж:
- Регион R: Россия.
- Регион E: Европа (включая Великобританию и Ирландию), Средний Восток, Африка, Австралия, Новая Зеландия (Океания), а также Россия, Украина, Индия, Центральная Азия.
- Регион H: Гонконг, Сингапур, Малайзия (Восточная Азия).
- Регион U: США, Канада (Северная Америка), Мексика, Центральная и Южная Америка.
- Регион J: Япония.

Для России поставки контроллера идут с символами Е и R. Для контроллеров из региона E русский язык в инструкции и на упаковке не всегда присутствует. Оставшиеся символы, или отсутствие таковых, обозначают цвет контроллера. Всего на данный момент известно 20 цветов контроллера, из которых контроллеры 6 цветов продаются только с игровыми приставками PlayStation 3 соответствующих цветов. Не все цвета контроллера и не всегда доступны для всех регионов и стран. Фирменное название цвета зачастую носит рекламный характер.
Примеры обозначения контроллера DualShock 3:
| CECHZC2R — контроллер DualShock 3 для продажи в России, чёрного цвета; |
| СECHZC2EMB — контроллер DualShock 3 для продажи в Европе, синего цвета |

Варианты обозначения контроллера: иногда между четвёртым и пятым символами ставится дефис, а символы, обозначающие цвет контроллера, пишутся буквами меньшего размера и присутствует пробел между символами, обозначающими цвет контроллера, и другими символами обозначения контроллера.
| № п/п | Цвет                | Символы цвета в обозначении контроллера | Фирменное название цвета контроллера на упаковке                             | Русский перевод фирменного названия цвета            | Варианты продаж контроллера                                                        | Особенности                                                                                                   |
| ----- | ------------------- | --------------------------------------- | ---------------------------------------------------------------------------- | ---------------------------------------------------- | ---------------------------------------------------------------------------------- | --- |
| 1     | Чёрный              | Отсутствует                             | 1 вариант — отсутствует, 2 вариант — PIANO BLACK, 3 вариант — CHARCOAL BLACK | 2 вариант — рояльный лак, 3 вариант — угольно-чёрный | Продаётся отдельно, с игровой приставкой, в комплекте с играми                     | 2 вариант — продажа закончилась                                                                               |
| 2     | Белый (1 вариант)   | CW                                      | CERAMIC WHITE                                                                | Фарфоровый белый                                     | Продаётся отдельно и с игровой приставкой                                          | |
| 3     | Белый (2 вариант)   | LW                                      | CLASSIC WHITE                                                                | Классический белый                                   | Продаётся отдельно и с игровой приставкой                                          | |
| 4     | Белый (3 вариант)   | Неизвестно                              | Отсутствует                                                                  |                                                      | Продаётся отдельно, начало продаж приурочено к началу продаж игры MLB 11: The Show | На лицевой стороне контроллера нанесены красные полоски, ограниченный выпуск, продажа закончилась             |
| 5     | Красный (1 вариант) | DR                                      | DEEP RED                                                                     | Тёмно-красный                                        | Продаётся отдельно и в комплекте с играми                                          | |
| 6     | Красный (2 вариант) | SR                                      | SCARLET RED                                                                  | Ярко-красный                                         | Продаётся с игровой приставкой                                                     | |
| 7     | Синий (1 вариант)   | МВ                                      | METALLIC BLUE                                                                | Синий металлик                                       | Продаётся отдельно и в комплекте с играми                                          | |
| 8     | Синий (2 вариант)   | GT                                      | TITANIUM BLUE                                                                | Синий титан                                          | Продаётся с игровой приставкой и игрой Gran Turismo 5                              | Ограниченный выпуск, продажа закончилась                                                                      |
| 9     | Синий (3 вариант)   | SB                                      | SPLASH BLUE                                                                  | Синие брызги                                         | Продаётся с игровой приставкой                                                     | |
| 10    | Серебристый         | SS                                      | SATIN SILVER                                                                 | Атласное серебро                                     | Продаётся отдельно и с игровой приставкой                                          | |
| 11    | Голубой             | YB                                      | CANDY BLUE                                                                   | Карамельный голубой                                  | Продаётся отдельно                                                                 | |
| 12    | Прозрачный синий    | OBX                                     | COSMIC BLUE                                                                  | Космический синий                                    | Продаётся отдельно и в комплекте с играми                                          | Сквозь корпус видны очертания деталей контроллера                                                             |
| 13    | Прозрачный красный  | RQX                                     | CRIMSON RED                                                                  | Красный багрянец                                     | Продаётся отдельно                                                                 | Сквозь корпус видны очертания деталей контроллера                                                             |
| 14    | Прозрачный белый    | Неизвестно                              | CRYSTAL                                                                      | Кристальный                                          | Продаётся отдельно, только в Японии                                                | Сквозь корпус видны очертания деталей контроллера                                                             |
| 15    | Розовый             | СP                                      | CANDY PINK                                                                   | Карамельный розовый                                  | Продаётся отдельно                                                                 | |
| 16    | Зелёный             | JG                                      | JUNGLE GREEN                                                                 | Зелёные джунгли                                      | Продаётся отдельно и в комплекте с играми                                          | Лицевая сторона контроллера — зелёная, обратная сторона — серая                                               |
| 17    | Хаки                | CM                                      | URBAN CAMOUFLAGE                                                             | Городской камуфляж                                   | Продаётся отдельно                                                                 | По всему корпусу контроллера нанесён трёхцветный рисунок                                                      |
| 18    | Песчаный            | UNX                                     | Неизвестно                                                                   |                                                      | Продаётся отдельно и в комплекте с игрой Uncharted 3: Drake’s Deception            | Лицевая сторона — двухцветная комбинация песчаного цвета с коричневыми пятнами, обратная сторона — коричневая |
| 20    | Серый               | Неизвестно                              | GUN-METAL GREY                                                               | Серо-стальной                                        | Продаётся с игровой приставкой                                                     | Ограниченный выпуск, продажа закончилась                                                                      |
| 21    | Тёмно-серый         | Неизвестно                              | СLOUD BLACK                                                                  | Чёрное облако                                        | Продаётся с игровой приставкой                                                     | Ограниченный выпуск, продажа закончилась                                                                      |
| 22    | Золотой             | Неизвестно                              | MAGICAL GOLD                                                                 | Волшебное золото                                     | Продаётся в комплекте с игровой приставкой и игрой                                 | Ограниченный выпуск                                                                                           |

## DualShock 4
DualShock 4 — новая версия контроллера семейства DualShock, совместимая c Playstation 4 и частично с Playstation 3. Контроллер оснащен тачпадом, гироскопом, акселерометром, возможностью вибрации, подсветкой, моно-спикером, микро-USB-портом, выходом для наушников, портом расширения и кнопкой Share, позволяющей быстро размещать запись игрового процесса и скриншоты в сети Интернет. Возможность размещения изображений и видео в сети могут быть ограничены/запрещены разработчиками для каждой отдельной игры. Возможность использовать разные цвета подсветки позволяют игрокам, по мнению компании, более четко идентифицировать себя, а в играх, если разработчики посчитают нужным, может использоваться в качестве дополнительных индикаторов, например, в Killzone: Shadow Fall цвет индикатора показывает состояние здоровья главного героя.
Подсветку цветом в DualShock 4 нельзя выключить. Эта особенность связана с тем, что контроллер проектировался с учётом того, что рано или поздно Sony выпустит шлем виртуальной реальности PlayStation VR, который будет использовать данный индикатор для ориентации в пространстве.
DualShock 4 проектировался с учётом того, что контроллер будет очень часто использоваться в FPS, а на DualShock 3 от игроков поступало много жалоб на то, что он не приспособлен для игр этого жанра. В какой-то момент Sony даже планировала добавить в DualShock 4 биосенсоры (на биометрический контроллер даже была подана заявка на получение патента), но на финальной стадии проектирования данная идея была отброшена.
До обновления прошивки в июле 2014 года DualShock 4 можно было использовать с PlayStation 3 только по проводному соединению. Начиная с июля 2014 года контроллер работает с приставкой прошлого поколения и без проводов, также не поддерживается вибрация и отслеживание движения контроллера. На данный момент имеется возможность подключения контроллера к ПК как по проводному соединению с помощью USB-кабеля, так и беспроводное с помощью функции Bluetooth (режим Bluetooth привязки активируется на контроллере комбинацией кнопок Share и PS). Присутствует поддержка вибрации и регулирования подсветки — цвет и яркость. Полная настройка контроллера осуществляется в режиме Big Picture от Steam или программе DS4Windows. Наличие отслеживания движений пока не установлено.

### Проблемы и модификации DualShock 4
Некоторые DualShock 4, выпущенные в самом начале (примерно 10 % от всех контроллеров), имели проблемы с износом, а именно с резиновой поверхностью на левом стике, который демонстрировал чрезмерный износ и разрыв резины после кратковременного использования. В январе 2014 года Sony признали проблемы на небольшом проценте контроллеров.
В начале сентября 2016 года Sony подтвердила существование второго поколения контроллеров DualShock 4, известного как DualShock V2 (CUH-ZCT2U). В нём были реализованы небольшие улучшения по сравнению с оригинальным DualShock 4, в том числе связь по USB (для уменьшения отклика действий), более длительное время работы при одинаковой ёмкости аккумулятора, и была добавлена дублирующая световая полоска на сенсорную панель контроллера. Новая версия контроллера вышла 15 сентября 2016 года.

### Доступные цвета и варианты DualShock 4
Оригинальный DualShock 4 (CUH-ZCT1) доступен в цветах: чёрный, белый, камуфляжный, синяя волна, красная лава, золотой, серебряный, стальной чёрный и кристалл.
Новый DualShock 4 (CUH-ZCT2U) в настоящее время доступен в цветах: антрацитовый чёрный, белый ледник, чёрный стальной, синяя полночь, медь, синий камуфляж, зелёный камуфляж, красный камуфляж, альпийский зелёный, синяя волна, титановый синий, электрик пурпурный, красная лава, розовое золото, золотой, серебряный, ежевичная лазурь и оранжевый закат.
Также были версии DualShock 4, которые являлись эксклюзивными для консольных бандлов. Например: 20th Anniversary (в дальнейшем был выпущен отдельно с небольшими изменениям), Gun Metal, Batman: Arkham Knight, Metal Gear Solid V, Call of Duty: Black Ops III, Uncharted 4: Путь вора (который также был выпущен отдельно), Death Stranding, Star Wars Battlefront, Одни из нас: Часть II и Призрак Цусимы.

## DualSense
Концепция геймпада визуально и по наполнению заметно отличается от предыдущих моделей. Так, в новой версии обновлены системы обратной связи, что позволит контроллеру стать более чувствительным — в частности, геймеры смогут с помощью вибрации ощущать каждую шероховатость на дороге. Кроме того, в аналаговых кнопках L2 и R2 появилась технология "адаптивных триггеров". Суть технологии в том, что триггеры обладают регулируемым усилием срабатывания в определённые моменты игры. От игрока требуется не просто нажать на триггер, а преодолеть сопротивление курка.
При этом девайс претерпел внешние изменения и стал двухцветным.
Помимо этого, новый геймпад оборудовали микрофоном, который позволит игрокам общаться между собой без гарнитуры, а также новой функцией с кнопкой Create, которая позволит геймерам записывать игровой процесс и делиться этими материалами. Из других примечательных изменений — перенос световой панели, которая в DualShock 4 находилась сверху, к бокам сенсорной панели. Таким образом, считают Sony, расширится пространство взаимодействия.
В конце декабря 2020 года Sony представила драйвер hid-playstation, который позволяет использовать новый контроллер DualSense на Linux-системах.
В августе 2022 года, на выставке Gamescom 2022, Sony представила контроллер DualSense Edge, в котором стало возможно кастомизировать любые элементы геймпада, поддерживаются несколько профилей управления и их переключение на лету, а также, по сравнению с обычным DualSense, на контроллере DualSense Edge имеются дополнительные кнопки.
Модели DualSense
В 2022 году Sony представила новый игровой геймпад DualSense Edge. DualSense Edge отличается дизайном от обычной модели. Черная панель в нижней части — так называемые рога — теперь выполнена из глянцевого пластика, а не матового.  Но самое явное изменение — пара новых рычажков с надписями FN

## DualSense 2
TBA